# Philipp Orter
Philipp Orter (Villach, 16 februari 1994) is een Oostenrijkse noordse combinatieskiër.

## Carrière
Orter maakte zijn wereldbekerdebuut in februari 2012 in Val di Fiemme. In januari 2014 scoorde de Oostenrijker in Seefeld zijn eerste wereldbekerpunten. In november 2014 behaalde hij in Kuusamo zijn eerste toptienklassering in een wereldbekerwedstrijd. Op de wereldkampioenschappen noordse combinatie 2015 in Falun eindigde Orter als veertiende op de gundersen normale schans, in de landenwedstrijd eindigde hij samen met Lukas Klapfer, Bernhard Gruber en Sepp Schneider op de vijfde plaats. In Lahti nam de Oostenrijker deel aan de wereldkampioenschappen noordse combinatie 2017. Op dit toernooi eindigde hij als achtste op de gundersen normale schans en als twaalfde op de gundersen grote schans. Samen met Bernhard Gruber, Mario Seidl en Paul Gerstgraser veroverde hij de bronzen medaille in de landenwedstrijd. 

## Resultaten

### Wereldkampioenschappen
| Jaar | Plaats | Resultaten                                |
| ---- | ------ | ----------------------------------------- |
| 2015 | Falun  | 14e Gundersen NH 5e Team                  |
| 2017 | Lahti  | 8e Gundersen NH · 12e Gundersen LH · Team |

### Wereldbeker
Eindklasseringen
| Seizoen   | Plaats |
| --------- | ------ |
| 2013/2014 | 65e    |
| 2014/2015 | 26e    |
| 2015/2016 | 17e    |
| 2016/2017 | 17e    |
| 2017/2018 | 51e    |
| 2018/2019 | 32e    |
| 2019/2020 | 19e    |